# Motorpsycho/Diskografie
Diese Diskografie ist eine Übersicht über die musikalischen Werke der norwegischen Band Motorpsycho. Die Band war vor allem in den norwegischen Charts erfolgreich. Dort platzierte sie vier Nummer-eins-Alben und eine Nummer-eins-Single. Weitere Chartplatzierungen erreichte sie in den deutschen Albumcharts.

## Alben

### Studioalben
| Jahr | Titel Musiklabel                                                                                         | Höchstplatzierung, Gesamtwochen, AuszeichnungChartplatzierungen (Jahr, Titel, Musiklabel, Platzierungen, Wochen, Auszeichnungen, Anmerkungen) | Höchstplatzierung, Gesamtwochen, AuszeichnungChartplatzierungen (Jahr, Titel, Musiklabel, Platzierungen, Wochen, Auszeichnungen, Anmerkungen) | Höchstplatzierung, Gesamtwochen, AuszeichnungChartplatzierungen (Jahr, Titel, Musiklabel, Platzierungen, Wochen, Auszeichnungen, Anmerkungen) | Höchstplatzierung, Gesamtwochen, AuszeichnungChartplatzierungen (Jahr, Titel, Musiklabel, Platzierungen, Wochen, Auszeichnungen, Anmerkungen) | Anmerkungen                                                                  |
| Jahr | Titel Musiklabel                                                                                         | NO | DE | AT | CH | Anmerkungen                                                                  |
| ---- | --- | --- | --- | --- | --- | ---------------------------------------------------------------------------- |
| 1991 | Lobotomizer Voices of Wonder                                                                             | — | — | — | — |                                                                              |
| 1992 | 8 Soothing Songs for Rut Voices of Wonder                                                                | — | — | — | — | ursprünglich als EP unter dem Namen Soothe erschienen                        |
| 1993 | Demon Box Voices of Wonder                                                                               | — | — | — | — |                                                                              |
| 1994 | Timothy’s Monster Stickman Records (Europa) & Harvest/EMI (Norwegen)                                     | NO7 (4 Wo.)NO | — | — | — | 2CD/3LP, Rerelease 2010: 4CD-Box Platzierung der Wiederveröffentlichung 2003 |
| 1996 | Blissard Stickman Records                                                                                | NO3 (3 Wo.)NO | — | — | — | CD/2LP, Rerelease 2012: 4CD-Box                                              |
| 1997 | Angels and Daemons at Play Stickman Records (Europa)/Sony (Norwegen)                                     | NO2 (5 Wo.)NO | — | — | — | CD/2LP/3CDEP-Box, Rerelease 2016: 6CD-Box                                    |
| 1998 | Trust Us Stickman Records (Europa)/Sony (Norwegen)                                                       | NO7 (4 Wo.)NO | — | — | — | 2LP/2CD                                                                      |
| 2000 | Let Them Eat Cake Stickman Records (Europa)/Sony (Norwegen)                                              | NO1 (8 Wo.)NO | DE83 (1 Wo.)DE | — | — |                                                                              |
| 2001 | Phanerothyme Stickman Records                                                                            | NO1 (6 Wo.)NO | DE80 (1 Wo.)DE | — | — |                                                                              |
| 2001 | Barracuda Stickman Records                                                                               | NO8 (2 Wo.)NO | — | — | — | Minialbum                                                                    |
| 2002 | It’s a Love Cult Stickman Records                                                                        | NO2 (4 Wo.)NO | DE91 (1 Wo.)DE | — | — |                                                                              |
| 2006 | Black Hole/Black Canvas Stickman Records                                                                 | NO2 (9 Wo.)NO | — | — | — | 2CD/2LP                                                                      |
| 2008 | Little Lucid Moments Stickman Records (Europa)/Rune Grammofon (Skandinavien, UK, Frankreich, USA)        | NO8 (4 Wo.)NO | — | — | — | 2CD/2LP                                                                      |
| 2009 | Child of the Future Stickman Records (Europa)/Rune Grammofon (Skandinavien, UK, Frankreich, USA)         | NO14 (4 Wo.)NO | — | — | — | nur LP                                                                       |
| 2010 | Heavy Metal Fruit Stickman Records (Europa)/Rune Grammofon (Skandinavien, UK, Frankreich, USA)           | NO1 (6 Wo.)NO | DE96 (1 Wo.)DE | — | — | CD/2LP                                                                       |
| 2013 | Still Life with Eggplant Stickman Records (Europa)/Rune Grammofon (Skandinavien, UK, Frankreich, USA)    | NO2 (6 Wo.)NO | DE93 (1 Wo.)DE | — | — |                                                                              |
| 2014 | Behind the Sun Stickman Records (Europa)/Rune Grammofon (Skandinavien, UK, Frankreich, USA)              | NO6 (3 Wo.)NO | DE53 (1 Wo.)DE | — | — | CD/2LP                                                                       |
| 2014 | The Motorpnakotic Fragments Stickman Records (Europa)/Rune Grammofon (Skandinavien, UK, Frankreich, USA) | — | — | — | — | herausgegeben als Vierfach-7"                                                |
| 2014 | Demon Box (Wiederveröffentlichung) Rune Grammofon (Norwegen)                                             | NO33 (1 Wo.)NO | — | — | — | CD/2LP                                                                       |
| 2016 | Here Be Monsters Stickman Records (Europa)/Rune Grammofon (Skandinavien, UK, Frankreich, USA)            | NO2 (2 Wo.)NO | DE55 (1 Wo.)DE | — | — |                                                                              |
| 2017 | The Tower Stickman Records (Europa)/Rune Grammofon (Skandinavien, UK, Frankreich, USA)                   | NO3 (2 Wo.)NO | DE56 (1 Wo.)DE | — | — |                                                                              |
| 2019 | The Crucible Stickman Records (Europa)/Rune Grammofon (Skandinavien, UK, Frankreich, USA)                | NO4 (2 Wo.)NO | DE43 (1 Wo.)DE | — | CH88 (1 Wo.)CH |                                                                              |
| 2020 | The All Is One Stickman Records (Europa)/Rune Grammofon (Skandinavien, UK, Frankreich, USA)              | NO3 (2 Wo.)NO | DE31 (2 Wo.)DE | — | CH53 (2 Wo.)CH |                                                                              |
| 2021 | Kingdom of Oblivion Stickman Records (Europa)/Rune Grammofon (Skandinavien, UK, Frankreich, USA)         | NO3 (1 Wo.)NO | DE19 (2 Wo.)DE | AT72 (1 Wo.)AT | CH41 (1 Wo.)CH |                                                                              |
| 2022 | Ancient Astronauts Stickman Records (Europa)/Rune Grammofon (Skandinavien, UK, Frankreich, USA)          | — | DE80 (1 Wo.)DE | — | CH96 (1 Wo.)CH |                                                                              |
| 2023 | Yay! Stickman Records (Europa)/Rune Grammofon (Skandinavien, UK, Frankreich, USA)                        | — | DE77 (1 Wo.)DE | — | — |                                                                              |
| 2024 | Neigh!! Det Nordenfjeldske Grammofonselskab                                                              | — | DE—DE | — | — | nur als LP erschienen                                                        |
| 2025 | Motorpsycho Det Nordenfjeldske Grammofonselskab                                                          | — | DE—DE | — | — |                                                                              |

### Livealben
| Jahr | Titel                                                                | Höchstplatzierung, Gesamtwochen, AuszeichnungChartsChartplatzierungen (Jahr, Titel, Platzierungen, Wochen, Auszeichnungen, Anmerkungen) | Anmerkungen          |
| Jahr | Titel                                                                | NO | Anmerkungen          |
| ---- | -------------------------------------------------------------------- | --- | -------------------- |
| 1999 | Roadwork Vol. 1 – Heavy metal iz a poze, hardt rock iz a leifschteil | NO7 (2 Wo.)NO | Live in Europa 1998  |
| 2011 | Roadwork Vol. 4 – Intrepid Skronk                                    | NO26 (1 Wo.)NO |                      |
| 2015 | En konsert for folk flest                                            | NO24 (1 Wo.)NO | mit Ståle Storløkken |

Weitere Livealben
- 2001: Roadwork Vol. 2 – The MotorSourceMassacre: Motorpsycho, The Source and Deathprod (Live at Kongsberg Jazzfestival 1995)
- 2008: Roadwork Vol. 3 – The Four Norsemen of the Apocalypse (Beilage zur DVD Haircuts)
- 2011: Strings of Stroop – Motorpsycho Live at Effenaar (nur auf LP)
- 2018: Roadwork Vol. 5: Field Notes – The Fantastic Expedition Of Järmyr, Ryan, Sæther & Lo Live In Europe 2017 (nur auf LP)

### EPs
| Jahr | Titel                       | Höchstplatzierung, Gesamtwochen, AuszeichnungChartsChartplatzierungen (Jahr, Titel, Platzierungen, Wochen, Auszeichnungen, Anmerkungen) | Anmerkungen |
| Jahr | Titel                       | NO | Anmerkungen |
| ---- | --------------------------- | --- | ----------- |
| 1996 | The Nerve Tattoo            | NO8 (2 Wo.)NO |             |
| 1997 | Babyscooter                 | NO14 (1 Wo.)NO |             |
| 1997 | Have Spacesuit, Will Travel | NO13 (1 Wo.)NO |             |
| 1997 | Lovelight                   | NO13 (1 Wo.)NO |             |
| 1997 | Starmelt                    | NO8 (3 Wo.)NO |             |
| 1998 | Ozone                       | NO6 (2 Wo.)NO |             |
| 1998 | Hey Jane                    | NO8 (2 Wo.)NO |             |
| 2000 | The Other Fool EP           | NO1 (2 Wo.)NO |             |
| 2000 | Walkin’ with J EP           | NO6 (3 Wo.)NO |             |
| 2002 | Serpentine                  | NO2 (4 Wo.)NO |             |

Weitere EPs
- 1993: Mountain
- 1993: Another Ugly EP
- 1994: Wearing Yr Smell
- 1996: Manmower

### Demos
- 1990: Maiden Voyage

### Splits
| Jahr | Titel              | Höchstplatzierung, Gesamtwochen, AuszeichnungChartsChartplatzierungen (Jahr, Titel, Platzierungen, Wochen, Auszeichnungen, Anmerkungen) | Anmerkungen                     |
| Jahr | Titel              | NO | Anmerkungen                     |
| ---- | ------------------ | --- | ------------------------------- |
| 2003 | In the Fishtank 10 | NO7 (2 Wo.)NO | Split-EP mit Jaga Jazzist Horns |

Weitere Splits
- 1993: Into the Sun (Split-7’’/CD mit Hedge Hog)
- 2001: Go to California (Split-EP mit The Soundtrack of Our Lives)

### Weitere Alben
| Jahr | Titel Musiklabel                                                                                       | Höchstplatzierung, Gesamtwochen, AuszeichnungChartplatzierungen (Jahr, Titel, Musiklabel, Platzierungen, Wochen, Auszeichnungen, Anmerkungen) | Höchstplatzierung, Gesamtwochen, AuszeichnungChartplatzierungen (Jahr, Titel, Musiklabel, Platzierungen, Wochen, Auszeichnungen, Anmerkungen) | Anmerkungen |
| Jahr | Titel Musiklabel                                                                                       | NO | DE | Anmerkungen |
| ---- | --- | --- | --- | --- |
| 1994 | The Tussler – Original Motion Picture Soundtrack Stickman Records                                      | NO10 (8 Wo.)NO | — | als Motorpsycho & Friends Wiederveröffentlichung 2008 mit acht Bonustracks Platzierung der Wiederveröffentlichung 2008 |
| 2004 | Motorpsycho presents The International Tussler Society Stickman Records                                | NO1 (5 Wo.)NO | — | Country-Rock-Sideproject The International Tussler Society                                                             |
| 2012 | The Death Defying Unicorn Stickman Records (Europa)/Rune Grammofon (Skandinavien, UK, Frankreich, USA) | NO7 (8 Wo.)NO | DE87 (1 Wo.)DE | 2CD/2LP, mit Ståle Storløkken                                                                                          |
| 2015 | Supersonic Scientists                                                                                  | NO17 (1 Wo.)NO | — | Doppelalbum, Kompilation zum 25-jährigen Bandbestehen                                                                  |

## Singles
- 1992: 3 Songs for Rut
- 1996: Sinful, Windborne
- 2001: The Slow Phaseout (Promo single)
- 2001: Go to California (Promo single)
- 2006: Hyena (Promo-single)
- 2010: X-3
- 2010: The Visitant
- 2014: Toys (Beilage zum Magazin Gatemagasinet Sorgenfri / Trondheim)

Weitere Singles
- 2004: Motorpsycho presents The International Tussler Society – Laila Lou (Promo-Single)
- 2004: Motorpsycho Presents The International Tussler Society – Satan’s Favourite Son (Promo-Single)

## Videoalben
- 1995: This Is Motorpsycho (VHS)
- 2008: Haircuts (2DVD)

## Statistik

### Chartauswertung
|                     | NO     | DE     | AT    | CH    |
| ------------------- | ------ | ------ | ----- | ----- |
| Nummer-eins-Alben   | NO5NO  | DE—DE  | AT—AT | CH—CH |
| Top-10-Alben        | NO30NO | DE—DE  | AT—AT | CH—CH |
| Alben in den Charts | NO38NO | DE14DE | AT1AT | CH4CH |